# Португалија на Олимпијским играма
Португалија се први пут појавила на Олимпијским играма 1912. године, које су биле пете олимпијске игре модерног доба. Од тада Португалија није пропустила ни једне Летње олимпијске игре,
На Зимским олимпијским играма Португалија је први пут учествовала 1952. године и учествовала је на само још четири зимске олимпијаде: 1988, 1994, 1998 и 2006. године.
Португалија никада није био домаћин олимпијских игара:
Португалијски олимпијци су закључно са 2008. годином освојили 22 медаља на олимпијадама и све оне су освојене на Летњим олимпијским играма. 
Национални олимпијски комитет Португалије (Comité Olímpico de Portugal) је основан и признат од стране Међународног олимпијског комитета 1909. године.

## Медаље

### Освојене медаље на ЛОИ
| Учешће и освојене медаље Португалије на ЛОИ |                     |        |      |      |        |       |        |        |        |      |
| ЛОИ                                         | Носилац заставе     | Учешће | Муш. | Жене | спорт. | Злато | Сребро | Бронза | Укупно | Ранг |
| 1912. Стокхолм                              |                     |        |      |      |        | 0     | 0      | 0      | 0      |      |
| 1920. Антверпен                             |                     |        |      |      |        | 0     | 0      | 0      | 0      |      |
| 1924. Париз                                 |                     |        |      |      |        | 0     | 0      | 1      | 1      |      |
| 1928. Амстердам                             |                     |        |      |      |        | 0     | 0      | 1      | 1      |      |
| 1932. Лос Анђелес                           |                     |        |      |      |        | 0     | 0      | 0      | 0      |      |
| 1936. Берлин                                |                     |        |      |      |        | 0     | 0      | 1      | 1      |      |
| 1948. Лондон                                |                     |        |      |      |        | 0     | 1      | 1      | 2      |      |
| 1952. Хелсинки                              |                     |        |      |      |        | 0     | 0      | 1      | 1      |      |
| 1956. Мелбурн и Стокхолм                    |                     |        |      |      |        | 0     | 0      | 0      | 0      |      |
| 1960. Рим                                   |                     |        |      |      |        | 0     | 1      | 0      | 1      |      |
| 1964. Токио                                 |                     |        |      |      |        | 0     | 0      | 0      | 0      |      |
| 1968. Мексико Сити                          |                     |        |      |      |        | 0     | 0      | 0      | 0      |      |
| 1972. Минхен                                |                     |        |      |      |        | 0     | 0      | 0      | 0      |      |
| 1976. Монтреал                              |                     |        |      |      |        | 0     | 2      | 0      | 2      |      |
| 1980. Москва                                |                     |        |      |      |        | 0     | 0      | 0      | 0      |      |
| 1984. Лос Анђелес                           |                     |        |      |      |        | 1     | 0      | 2      | 3      |      |
| 1988. Сеул                                  |                     |        |      |      |        | 1     | 0      | 0      | 1      |      |
| 1992. Барселона                             |                     |        |      |      |        | 0     | 0      | 0      | 0      |      |
| 1996. Атланта                               |                     |        |      |      |        | 1     | 0      | 1      | 2      |      |
| 2000. Сиднеј                                |                     |        |      |      |        | 0     | 0      | 2      | 2      |      |
| 2004. Атина                                 |                     |        |      |      |        | 0     | 2      | 1      | 3      |      |
| 2008. Пекинг                                |                     |        |      |      |        | 1     | 1      | 0      | 2      |      |
| 2012. Лондон                                |                     |        |      |      |        | 0     | 1      | 0      | 1      |      |
| 2016. Рио де Жанеиро                        |                     |        |      |      |        | 0     | 0      | 1      | 1      |      |
| 2020. Токио                                 |                     |        |      |      |        |       |        |        |        |      |
| 2024. Париз                                 |                     |        |      |      |        |       |        |        |        |      |
| 2028. Лос Анђелес                           | предстојећи догађај |        |      |      |        |       |        |        |        |      |
| 2032. Бризбејн                              | предстојећи догађај |        |      |      |        |       |        |        |        |      |
| Укупно                                      |                     |        |      |      |        | 4     | 8      | 12     | 24     |      |

### Освајачи медаља на ЛОИ
| Бр. | Медаља | Име | Игре                 | Спорт         | Дисциплина     | Ж | М |
| --- | ------ | --- | -------------------- | ------------- | -------------- | - | - |
| 1.  |        | Карлос Лопес | Лос Анђелес 1984.    | Атлетика      | маратон        | − | м |
| 2.  |        | Роза Мота | Сеул 1988.           | Атлетика      | маратон        | ж | − |
| 3.  |        | Фернанда Рибеиро | Атланта 1996.        | Атлетика      | 10.000 м       | ж | − |
| 4.  |        | Нелсон Евора | Пекинг 2008.         | Атлетика      | троскок        | − | м |
| 1.  |        | Дуарте Мануел Бело, Фернандо Пинто Коељо Бело                                                                        | Лондон 1948.         | Једрење       | свалов         | − | м |
| 2.  |        | Марио Кина, Жосе Кина                                                                                                | Рим 1960.            | Једрење       | стар           | − | м |
| 3.  |        | Карлос Лопес | Монтреал 1976.       | Атлетика      | 10.000 м       | − | м |
| 4.  |        | Армандо Маркес | Монтреал 1976.       | Стрељаштво    | трап           | − | м |
| 5.  |        | Френсис Обиквелу | Атина 2004.          | Атлетика      | 100 м          | − | м |
| 6.  |        | Сержио Паулињо | Атина 2004.          | Бициклизам    | друмска трка   | − | м |
| 7.  |        | Ванеса Фернандез | Пекинг 2008.         | Триатлон      | триатлон       | ж | − |
| 8.  |        | Фернандо Пимента, Емануел Силва                                                                                      | 2012. Лондон         | Кајак и кану  | К-2 1.000 м    | − | м |
| 1.  |        | Антонио Борхес, Елдер де Соуза, Жосе Мозињо                                                                          | Париз 1924.          | Коњички спорт | прескок екипно | − | − |
| 2.  |        | Састав екипе - Frederico Paredes Henrique da Silveira João Sassetti Jorge de Paiva Mário de Noronha Paulo d'Eça Leal | Амстердам 1928.      | Мачевање      | мач екипно     | − | м |
| 3.  |        | Domingos de Sousa, Жосе Белтрао, Луис Мена е Силва                                                                   | Берлин 1936.         | Коњички спорт | прескок екипно | − | − |
| 4.  |        | Фернандо Паес, Франциско Валадас, Луис Мена е Силва                                                                  | Лондон 1948.         | Коњички спорт | дресура екипно | − | − |
| 5.  |        | Joaquim Fiúza, Франсиско де Андраде                                                                                  | Хелсинки 1952.       | Једрење       | стар           | − | м |
| 6.  |        | Антонио Леитао | Лос Анђелес 1984.    | Атлетика      | 5.000 м        | − | м |
| 7.  |        | Роза Мота | Лос Анђелес 1984.    | Атлетика      | маратон        | ж | − |
| 8.  |        | Хуго Роча, Нуно Барето                                                                                               | Атланта 1996.        | Једрење       | 470            | − | м |
| 9.  |        | Фернанда Рибеиро | Сиднеј 2000.         | Атлетика      | 10.000 м       | ж | − |
| 10. |        | Нуно Делгадо | Сиднеј 2000.         | Џудо          | до 81 кг       | − | м |
| 11. |        | Руи Силва | Атина 2004.          | Атлетика      | 1.500 м        | − | м |
| 12. |        | Телма Монтеиро | 2016. Рио де Жанеиро | Џудо          | до 57 кг       | ж | − |

### Освојене медаље на ЗОИ
| Учешће и освојене медаље Португалије на ЗОИ |                              |                              |                              |                              |                              |                              |                              |                              |                              |                              |
| ЛОИ                                         | Носилац заставе              | Учешће                       | Муш.                         | Жене                         | спорт.                       | Злато                        | Сребро                       | Бронза                       | Укупно                       | Ранг                         |
| 1924. Шамони                                | Португалија није учествовала | Португалија није учествовала | Португалија није учествовала | Португалија није учествовала | Португалија није учествовала | Португалија није учествовала | Португалија није учествовала | Португалија није учествовала | Португалија није учествовала | Португалија није учествовала |
| 1928. Санкт Мориц                           | Португалија није учествовала | Португалија није учествовала | Португалија није учествовала | Португалија није учествовала | Португалија није учествовала | Португалија није учествовала | Португалија није учествовала | Португалија није учествовала | Португалија није учествовала | Португалија није учествовала |
| 1932. Лејк Плесид                           | Португалија није учествовала | Португалија није учествовала | Португалија није учествовала | Португалија није учествовала | Португалија није учествовала | Португалија није учествовала | Португалија није учествовала | Португалија није учествовала | Португалија није учествовала | Португалија није учествовала |
| 1936. Гармиш-Партенкирхен                   | Португалија није учествовала | Португалија није учествовала | Португалија није учествовала | Португалија није учествовала | Португалија није учествовала | Португалија није учествовала | Португалија није учествовала | Португалија није учествовала | Португалија није учествовала | Португалија није учествовала |
| 1948. Санкт Мориц                           | Португалија није учествовала | Португалија није учествовала | Португалија није учествовала | Португалија није учествовала | Португалија није учествовала | Португалија није учествовала | Португалија није учествовала | Португалија није учествовала | Португалија није учествовала | Португалија није учествовала |
| 1952. Осло                                  |                              |                              |                              |                              |                              | 0                            | 0                            | 0                            | 0                            |                              |
| 1956. Кортина д'Ампецо                      | Португалија није учествовала | Португалија није учествовала | Португалија није учествовала | Португалија није учествовала | Португалија није учествовала | Португалија није учествовала | Португалија није учествовала | Португалија није учествовала | Португалија није учествовала | Португалија није учествовала |
| 1960. Скво Вали                             | Португалија није учествовала | Португалија није учествовала | Португалија није учествовала | Португалија није учествовала | Португалија није учествовала | Португалија није учествовала | Португалија није учествовала | Португалија није учествовала | Португалија није учествовала | Португалија није учествовала |
| 1964. Инзбрук                               | Португалија није учествовала | Португалија није учествовала | Португалија није учествовала | Португалија није учествовала | Португалија није учествовала | Португалија није учествовала | Португалија није учествовала | Португалија није учествовала | Португалија није учествовала | Португалија није учествовала |
| 1968. Гренобл                               | Португалија није учествовала | Португалија није учествовала | Португалија није учествовала | Португалија није учествовала | Португалија није учествовала | Португалија није учествовала | Португалија није учествовала | Португалија није учествовала | Португалија није учествовала | Португалија није учествовала |
| 1972. Сапоро                                | Португалија није учествовала | Португалија није учествовала | Португалија није учествовала | Португалија није учествовала | Португалија није учествовала | Португалија није учествовала | Португалија није учествовала | Португалија није учествовала | Португалија није учествовала | Португалија није учествовала |
| 1976. Инзбрук                               | Португалија није учествовала | Португалија није учествовала | Португалија није учествовала | Португалија није учествовала | Португалија није учествовала | Португалија није учествовала | Португалија није учествовала | Португалија није учествовала | Португалија није учествовала | Португалија није учествовала |
| 1980. Лејк Плесид                           | Португалија није учествовала | Португалија није учествовала | Португалија није учествовала | Португалија није учествовала | Португалија није учествовала | Португалија није учествовала | Португалија није учествовала | Португалија није учествовала | Португалија није учествовала | Португалија није учествовала |
| 1984. Сарајево                              | Португалија није учествовала | Португалија није учествовала | Португалија није учествовала | Португалија није учествовала | Португалија није учествовала | Португалија није учествовала | Португалија није учествовала | Португалија није учествовала | Португалија није учествовала | Португалија није учествовала |
| 1988. Калгари                               |                              |                              |                              |                              |                              | 0                            | 0                            | 0                            | 0                            |                              |
| 1992. Албервил                              | Португалија није учествовала | Португалија није учествовала | Португалија није учествовала | Португалија није учествовала | Португалија није учествовала | Португалија није учествовала | Португалија није учествовала | Португалија није учествовала | Португалија није учествовала | Португалија није учествовала |
| 1994. Лилехамер                             |                              |                              |                              |                              |                              | 0                            | 0                            | 0                            | 0                            |                              |
| 1998. Нагано                                |                              |                              |                              |                              |                              | 0                            | 0                            | 0                            | 0                            |                              |
| 2002. Солт Лејк Сити                        | Португалија није учествовала | Португалија није учествовала | Португалија није учествовала | Португалија није учествовала | Португалија није учествовала | Португалија није учествовала | Португалија није учествовала | Португалија није учествовала | Португалија није учествовала | Португалија није учествовала |
| 2006. Торино                                |                              |                              |                              |                              |                              | 0                            | 0                            | 0                            | 0                            |                              |
| 2010. Ванкувер                              |                              |                              |                              |                              |                              | 0                            | 0                            | 0                            | 0                            |                              |
| 2014. Сочи                                  |                              |                              |                              |                              |                              | 0                            | 0                            | 0                            | 0                            |                              |
| 2018. Пјонгчанг                             |                              |                              |                              |                              |                              | 0                            | 0                            | 0                            | 0                            |                              |
| 2022. Пекинг                                |                              |                              |                              |                              |                              |                              |                              |                              |                              |                              |
| 2026. Милано и Кортина                      | предстојећи догађај          |                              |                              |                              |                              |                              |                              |                              |                              |                              |
| 2030. Француски Алпи                        | предстојећи догађај          |                              |                              |                              |                              |                              |                              |                              |                              |                              |
| 2034. Солт Лејк Сити                        | предстојећи догађај          |                              |                              |                              |                              |                              |                              |                              |                              |                              |
| Укупно                                      |                              |                              |                              |                              |                              | 0                            | 0                            | 0                            | 0                            |                              |